# TELMORE
TELMORE — крупнейший виртуальный оператор мобильной связи в Дании.

## История
Компания основана Франком Расмуссеном в 2000 году. TELMORE начал работу в октябре 2000 года, и был среди первых виртуальных операторов в мире, использующих Интернет в качестве основной схемы продаж и обслуживания.
В 2001 году в Дании запустилась услуга переносимости номеров, после чего абонентская база TELMORE активно растёт. В 2003 году TDC покупает 20 % акций TELMORE, а в 2004 выкупает оставшиеся акции и становится единственным владельцем. Таким образом с 27 января 2004 года TELMORE A/S стало подразделением TDC A/S. TDC владеет 100 % акций компании. Тем не менее TELMORE продолжает функционировать как отдельный оператор и предлагает абонентам собственные решения, цены, услуги. Также в 2004 году TELMORE начинает продажу мобильных телефонов. В 2008 году начинается предоставление услуги мобильного широкополосного интернета, и, затем, ADSL интернета. В 2009 году TELMORE покупает другого виртуального мобильного оператора Дании — M1. В 2010 году подключение услуги ADSL интернета приостанавливается.
Несколько исследований было сделано по поводу разрушительного воздействия TELMORE на датский телекоммуникационный рынок в начале 2000-х годов.
Штаб-квартира компании находится в Таструпе, Дания.

## Статистические данные
К концу 2010 года у оператора было около 700 000 абонентов, что составляет 10,4 % от доли рынка страны.